# 마법사의 조카

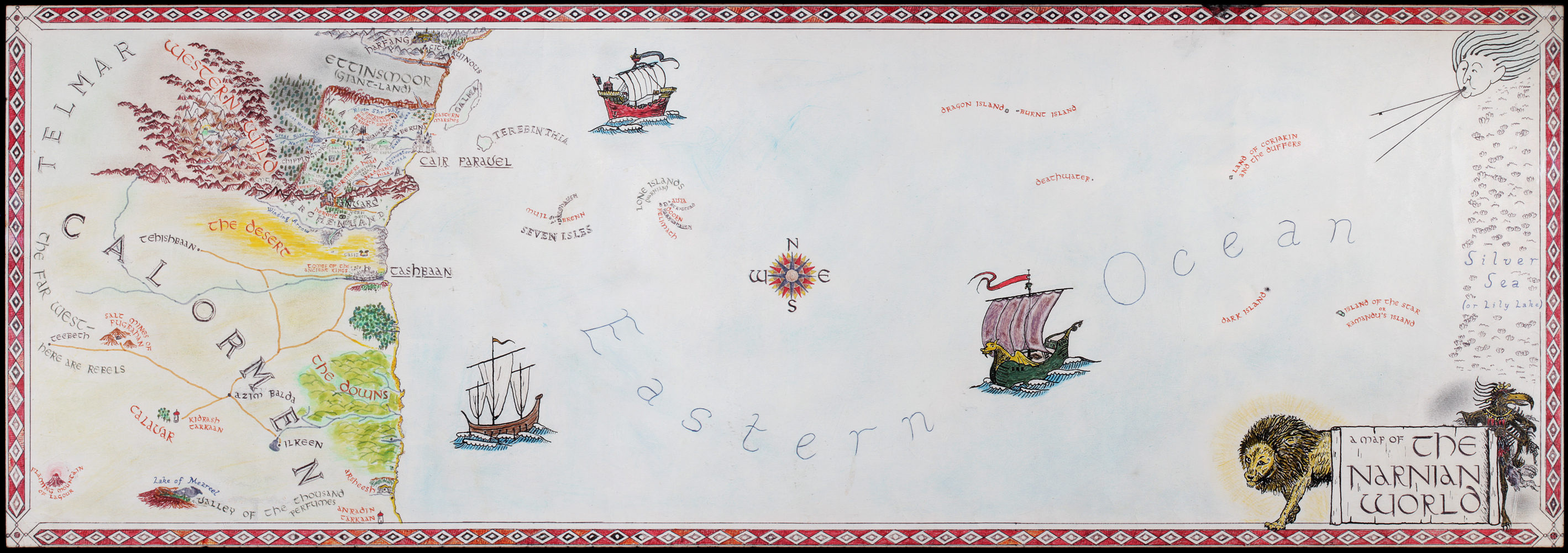

《마법사의 조카》(영어: The Magician's Nephew)는 영국 작가인 C. S. 루이스가 쓴 어린이를 위한 판타지 소설로 《나니아 연대기》 시리즈중 한 편이다. 마법사의 조카는 《나니아 연대기》 시리즈중 여섯 번째로 출판되었지만, 시간상으로 보면 첫 번째에 해당한다. 1954년에 완성되었고 1955년에 출판되었다.
이 소설은 아슬란의 나니아 창조와 악의 생성에 대해서 보여준다. 디고리 커크와 친구 폴리 플러머는 디고리의 삼촌이 만든 마법의 반지로 우연히 다른 세계로 들어가 제이디스(마녀)를 만나고 나니아의 창조과정을 목격한다.

## 줄거리
이야기는 1900년대 런던에서 시작된다. 주인공인 디고리 커크와 폴리 플러머는 테라스 하우스의 다락방을 둘러보다가 우연히 디고리의 삼촌인 앤드류의 방으로 들어간다. 쓸모없고 비열한 마법사인 앤드류는 폴리를 속여 노란 반지를 건드리게 해서 사라지게 한다. 그는 디고리를 협박해서 폴리를 구해오라고 하고 돌아올 때 사용할 녹색 반지 두 개를 준다.
디고리는 많은 웅덩이가 있는 숲으로 이동하고 폴리와 다시 만난다. 그들은 녹색 반지를 끼고 웅덩이 속으로 뛰어들면 다른 세계로 갈 수 있다는 것을 발견하고 탐험을 시작하기로 한다.
지구로 돌아갈 웅덩이를 표시하고 웅덩이를 통해 폐허로 변한 고대 찬(Charn)의 부서진 성으로 간다. 그들은 통치자들의 조각상이 있는 홀을 발견하고 그곳에서 종을 울리지 말라는 경고가 쓰인 종을 발견한다. 디고리는 경고를 무시하고 종을 울리고, 이 종소리에 마녀인 제이디스 여왕이 깨어난다.
여왕은 자신과 동생간의 전투에 대해 설명해준다. 패배가 확실시 되자 제이디스는 찬(Charn)의 모든 생명을 죽이고 여왕이 된다. 그녀는 자신을 돌로 만드는 마법을 걸고 누군가 종을 울리기를 기다렸다. 여왕의 사악함을 깨달은 아이들은 숲을 거쳐 집으로 도망치지만 제이디스는 그들을 따라 런던까지 쫓아온다.
마침내 디고리와 폴리는 제이디스를 런던에서 다른 세계로 쫓아내는데 성공하지만, 그 와중에 앤드류 삼촌, 마부 프랭크, 그리고 그의 말 스트로베리도 함께 이동되어 버린다. 디고리는 그들을 가까운 웅덩이로 데려가고 제이디스는 아직 창조되지 않은 세계임을 알아차린다. 그때 노래소리가 들리며 별이 생기고 태양이 떠올랐다. 그 노래를 부른 것은 위대한 사자 아슬란이었다. 아슬란은 새로운 세상에 생명을 불어넣어 동물과 식물을 자라나게 했다. 제이디스는 아슬란을 공격했지만 이길 수 없음을 알고 도망쳤다. 아슬란은 동물들을 선택해 말을 할 수 있게 만들었다.
아슬란은 제이디스를 나니아로 데려온 디고리에게 속죄할 수 있는 기회를 주었고, 스트로베리의 등에 태워 그와 폴리를 보냈다(아슬란은 스트로베리에게 날개를 달아 주고, 플레지라는 새 이름을 지어 줬다). 그들은 벽으로 막힌 정원에 있는 마법의 사과를 가지러 떠났다. 그런데 그 정원에서 제이디스를 만났고 그녀는 이미 사과를 하나 먹어 영원한 젊음을 가지고 있었다. 마녀는 디고리에게 마법의 사과를 먹거나 집으로 가져가 병든 어머니의 병을 치유하라고 유혹했다. 뿌리치기 힘든 유혹이었지만 어머니는 도둑질을 용서하지 않으실 것이라고 생각한 디고리는 거절했다.
그들이 돌아온 후 아슬란은 디고리를 축하하고 사과를 심으라고 했다. 아슬란은 마부 프랭크와 그의 아내 헬렌(런던에서 불러온)을 나니아의 첫 번째 왕과 왕비로 삼았다. 사과는 자라서 나무가 되었고 아슬란은 그 나무가 마녀로부터 나니아를 보호할 것이라고 설명했다. 그는 또한 훔친 사과로 어머니의 병을 고칠 수는 있지만 큰 대가를 치렀을 것이라고 말하고, 어머니의 병을 고치라고 디고리에게 사과를 하나 주었다. 런던으로 돌아오자마자 디고리는 사과로 어머니의 병을 고치고 사과씨를 뒤뜰에 묻었다. 또한 다른 세계 이동에 사용한 반지가 잘못 쓰이지 않도록 묻었다.
사과씨는 자라 나무가 되었고 몇 년후 폭풍에 나무가 쓰러졌다. 디고리는 그 나무로 옷장을 만들어 이야기는 《사자, 마녀, 그리고 옷장》 으로 이어진다. 이 이야기에서 디고리는 교수가 되고 그의 집에서 루시 페번시가 옷장을 통해 나니아로 가는 통로를 발견하게 된다.